# Bughea (Râul Târgului)
Bughea je desna pritoka Râul Târgului u Rumunjskoj. Dvije rijeke koje sutokom tvore Bugheu (Izvorul Zănoaga i Izvorul Dragoșu) izviru u planinama Iezer. Ulijeva se u Râul Târgului kod Mihăeștija. Duljina joj je 33 km, a površina porječja 96 km2.